# Исачково (Вологодская область)
Исачково — деревня в Усть-Кубинском районе Вологодской области.
Входит в состав Богородского сельского поселения, с точки зрения административно-территориального деления — в Богородский сельсовет.
Расстояние по автодороге до районного центра Устья — 52 км, до центра муниципального образования Богородского — 2 км.
По переписи 2002 года население — 4 человека.